# Trận Yển Thành
Trận Yển Thành (giản thể: 郾城之战; phồn thể: 郾城之戰) diễn ra vào năm 1140 tại khu vực nằm gần địa cấp thị Tháp Hà, tỉnh Hà Nam, Trung Quốc ngày nay giữa quân đội nhà Tống và quân đội nhà Kim. Dù bị áp đảo hoàn toàn về số lượng, quân Tống dưới sự chỉ huy của Nhạc Phi vẫn giành thắng lợi trước người Kim.

## Bối cảnh
Tháng 5 năm 1140 tức năm Thiệu Hưng thứ 10 đời Tống Cao Tông, tứ hoàng tử của Kim Thái Tổ là Hoàn Nhan Tông Bật (còn gọi là Ngột Truật) thống lĩnh quân Kim ồ ạt nam hạ, đe dọa nước Tống từ mọi phía. Quân Kim nhanh chóng chiếm Thiểm Tây, Hà Nam và đe dọa Hoài Nam. Cao Tông hốt hoảng, bất đắc dĩ phải hạ lệnh Nhạc Phi đang chịu tang mẹ ở quê đem quân chống cự. Nhạc Phi được tin, liền dẫn quân từ Ngạc Châu, Hà Bắc đến Trung Nguyên để ngăn chặn quân Kim. Tống sử, mục "Nhạc Phi liệt truyện" có chép: "Quân Kim công phá và vây hãm Củng, Bạc  khiến tướng Lưu Kĩ phải cấp báo với triều đình yêu cầu cứu viện. Nhạc Phi phụng chỉ tiếp viện, lại sai Trương Hiến, Diêu Chính dẫn quân đi trước để đối phó với tình hình. Nhạc Phi sau đó đã điều Vương Quý, Ngưu Cao, Đổng Tiên, Dương Tái Hưng, Mạnh Bang Kiệt và Lí Bảo cùng một số người khác bảo vệ Tây Kinh và cũng như các nơi trọng điểm như Nhữ Châu, Trịnh Châu, Dĩnh Xương, Trần Châu, Tào Châu, Quang Châu và Thái Châu."
Quân Kim đánh Hoài Nam thì bất ngờ thất bại trước "Bát tự quân" do Lưu Kỹ chỉ huy ở phủ Thuận Xương, khiến Ngột Truật phải lùi về Đông Kinh (Khai Phong). Cao Tông được tin thắng trận, liền lập tức đổi ý, liền hạ lệnh Nhạc Phi rút quân về. Cho rằng đây là cơ hội không thể bỏ qua để phá quân Kim, Nhạc Phi vẫn tiếp tục đưa quân đến Trung Nguyên, đặt đại bản doanh ở Yển Thành để chỉ huy. Tiếp đó, Nhạc Phi sai người liên hệ với thủ lĩnh nghĩa quân ở Hà Bắc là Lương Hưng, yêu cầu lãnh đạo nghĩa quân quấy rối hậu phương quân Kim ở Hà Đông, Hà Bắc.

## Tình hình chiến sự
Nhạc gia quân từ Hồ Bắc đến Hà Nam, mấy trận liền liên tục phá được quân Kim. Các cánh quân Tống nhanh chóng chiếm giữ các vị trí trọng điểm là Dĩnh Xương, Hoài Ninh và thu phục Trịnh Châu và Tây Kinh (nay là Lạc Dương, Hà Nam). Nhạc Phi hạ lệnh cho Lương Hưng cùng một số người khác vượt sông Hoàng Hà gia nhập nghĩa quân ở Hà Đông, Hà Bắc chiếm được nhiều châu huyện quấy rối hậu phương quân Kim.
Biết được Nhạc gia quân đang phân tán khắp nơi nên tại bộ chỉ huy ở Yển Thành của Nhạc Phi chỉ có rất ít quân phòng thủ. Vào ngày 21 tháng 8 năm 1140 (tức mồng 8 tháng 7 âm lịch), Ngột Truật đã đích Long Hổ Đại Vương và Cái Thiên Đại Vương dẫn gần 12 vạn đại quân bao gồm 15.000 kỵ binh thiện chiến cùng 100.000 bộ binh ý định đánh thẳng vào Yển Thành. Nhạc Phi biết được liền hạ lệnh hai đội kỵ binh tinh nhuệ Bối Ngôi và Du Dịch của Nhạc Gia quân làm tiên phong ứng chiến quân Kim. Nhạc Phi nói với Nhạc Vân: 
"Trận này nếu đánh không thắng thì tự chặt đầu trước khi về."
Nhạc Vân dẫn hai đội kỵ binh tinh nhuệ đánh cho quân Kim thua tan tác. Ngột Truật bị thua liền dùng "Thiết phù đồ" trang bị thiết giáp cực nặng để tiến công. "Thiết phù đồ" là đội ky binh tinh nhuệ của người Kim, cứ mỗi tốp 3 người ngựa lại được dùng dây da nối lại với nhau. Trang bị khôi giáp cực nặng nên lực lượng kỵ binh này nên đội kỵ binh này thường được dùng để tấn công trực diện. Đi kèm hai bên "Thiết phù đồ" là 2 đội khinh kỵ, gọi là "Quải tử mã" (ngựa bên sườn). Nhạc Phi nhắm được điểm yếu của kỵ binh người Kim, liền hạ lệnh cho các binh sĩ mang theo búa, đợi đến khi ngựa phi lại gần thì quỳ xuống dùng búa chặt chân ngựa. Ngựa bị ngã xuống, thì quân Tống xông lên giết được vô số quân "Thiết phù đồ". Hai bên giao chiến từ chiều đến khi trời tối, quân Kim thất thế buộc Ngột Truật phải rút lui.
Sau cuộc chiến Yển Thành, Ngột Truật đồn trú Lâm Dĩnh, ý đồ tiếp tục cùng Nhạc Phi quyết chiến. Nhạc Phi cử Dương Tái Hưng suất 300 khinh kỵ đến cầu Tiểu Thương trinh sát, bị quân Kim chủ lực vây quanh, Dương Tái Hưng cùng các binh sĩ và hai con trai dốc sức chiến đấu, tiêu diệt được hơn 2.000 lính Kim, riêng ông được cho là đích thân tiêu diệt được hơn 50 người, trong đó có nhiều tướng Kim. Quân Kim tập trung bắn loạn tiễn khiến Dương Tái Hưng bị trúng tên, cùng 300 binh sĩ tuẫn tiết. Tướng Tống Trương Hiến ở phía sau đưa quân đến ứng cứu, đánh tan quân Kim, khiến Ngột Truật phải rút lui.
Sau những thất bại liên tiếp, Ngột Truật chưa cam tâm chịu thua, đổi hướng sang phủ Dĩnh Xương. Đoán trước được hành động tiếp theo của kẻ thù, Nhạc Phi đã ra lệnh cho con nuôi là Nhạc Vân dẫn đội Kỵ binh Bối Ngôi cùng với bộ binh hỗ trợ đến ứng cứu cho Vương Quý. Tại trận Dĩnh Xương tiếp đó, nhà Tống lại một lần nữa dành thắng lợi khiến toàn bộ đội quân của Ngột Truật bị xóa sổ.
Nhạc Phi triển khai quân đội tái chiếm Trịnh Châu và Lạc Dương gặt hái được vô số thắng lợi và tiến tới tận Chu Tiên trấn (20 km về phía nam của Khai Phong ngày nay). Dân chúng khắp nơi hân hoan phấn khởi nhiệt liệt hưởng ứng khi nghe tin Nhạc Phi đại thắng. Nhiều người dùng xe chở lương đến uý lạo Nhạc Gia quân, có người còn bưng bát hương ra đón Nhạc Phi. Trước cảnh tượng này, Nhạc Phi phấn khích hét lớn: "Đợi đến khi mọi người phá được Hoàng Long phủ sẽ cùng moi người uống rượu mừng." Theo sử ghi lại, trong trận này Nhạc Gia quân đã bắt được hơn 200 con ngựa và chém được vô số quân địch.
Cao Tông nhận được tin báo thì tỏ ra hân hoan và thốt lên: "Nếu ta làm suy yếu sức lực và khiến quân địch kiệt sức thì ta sẽ dễ dàng nắm bắt cơ hội để tiêu diệt chúng, nếu chúng có ý đồ nào khác thì ta cần hiểu và nắm bắt được ý đồ của chúng." Nhạc Phi tiến quân đến Chu Tiên trấn, mặt đối mặt với quân địch, sau một trận thì phá được quân Kim. Ngột Truật buộc phải rút lui về Khai Phong. Sau trận này, binh lính người Kim khiếp đảm ngơ ngác khóc rằng "Núi [lớn] dễ lay, Nhạc Gia quân khó chuyển." 

## Thiệu Hưng hoà nghị
Tống Cao Tông lúc bấy giờ bị gian thần Tần Cối thao túng. Ngột Truật lúc này còn muốn bỏ Biện Kinh, đại nghiệp khôi phục Trung Nguyên của Nhạc Phi đã sắp thành thì bị Tần Cối ngăn cản. Cối mê hoặc được Cao Tông, xúi dục Cao Tông ra lệnh cho Nhạc Phi rút quân. Nhạc Phi được lệnh, liền dâng sớ tâu là "quân Kim hiện nay tinh thần đã suy sụp, còn quân ta sĩ khí đang lên cao, thắng lợi đang ở trước mắt không nên bỏ lỡ cơ hội". Tần Cối nhận được sớ từ Nhạc Phi, liền dùng thủ đoạn hạ lệnh Hàn Thế Trung, Lưu Kĩ, Dương Nghi Trung đồng loạt rút quân về triều, khiến Nhạc Phi bị cô lập. Xong Tần Cối tâu với Cao Tông rằng quân đội Nhạc Phi ở Trung Nguyên nay chỉ còn là một toán cô quân khó mà làm được gì không nên để tiếp tục ở lại đó. Cao Tông sai sứ triệu Nhạc Phi về, Nhạc Phi không muốn đi. Cao Tông phát liên tiếp 12 đạo kim bài thúc giục Nhạc Phi về nhanh. Nhạc Phi không còn cách khác, đành nuốt nước mắt nói:
"Công lao mười năm, mất trong một buổi! Châu quận giành được, mất trong một buổi sáng. Giang sơn xã tắc, khó mà trung hưng. Càn khôn khó mà khôi phục".
Sau trận này, Cao Tông phong cho Hàn Thế Trung, Trương Tuấn là Khu mật sứ, Nhạc Phi phó sứ, Dương Nghi Trung là Khai phủ nghi đồng tam ti, đổi tên là Dương Tồn Trung, nhưng thực ra sự bố trí ấy là nhằm tước bỏ binh quyền của chư tướng. Tần Cối sau khi đã đoạt binh quyền của Nhạc Phi, liền sai sứ sang nghị hoà với người Kim.
Tháng 11 năm 1141, triều Kim gửi phái đoàn đến Lâm An đưa ra điều kiện giảng hòa. Kết quả là Tống-Kim kí kết hòa ước: Đông từ Hoàng Thủy, Tây đến Thương châu lấy làm biên giới, bắc của Kim, nam thuộc Tống, Tống chủ nhận sắc phong, xưng thần với vua Kim, hằng năm cống 250.000 lạng bạc, 250.000 tấm lụa. Sử gọi đây là "Thiệu Phong hòa nghị".